# Есиненку, Николай Гаврилович
Николай Гаврилович Есиненку (рум. Nicolae Esinencu; 13 августа 1940, Старые Кицканы, Теленештского района , Молдавская ССР — 25 апреля 2016, Кишинёв, Молдавия) — молдавский сценарист, режиссёр, драматург, поэт и писатель, член Союза писателей Молдовы и Союза писателей Румынии. Заслуженный деятель искусств Молдавской ССР. Лауреат премии Союза писателей Молдовы.

## Биография
В 1973 году окончил Литературный институт имени А. М. Горького (Москва). Работал редактором издательства «Lumina» («Свет»), был секретарём, затем советником Союза писателей Молдовы (1989).
Умер в результате инсульта

## Творчество
Дебютировал в 1968 году с книгой «Антенна».
Автор многих произведений в прозе, сборников поэзии и драматургии. Опубликовал шесть томов избранных произведений. Его перу принадлежат пьесы «Taбакера», «Курильня» и «Соломенные люди».

## Драматургия
- Grand prix,
- Tabachera,
- Fumoarul,
- Oameni de paie,
- SRL Moldovanul.

## Поэзия
- Antene (лирика, 1968);
- Sens (лирика, 1969);
- Dealuriс(лирика, 1974);
- Copilul teribilс(лирика, 1979);
- Stai să-ți mai spunс(лирика, 1983);
- Cuvinte de chemat fetele (лирика, 1986);
- Disciplina mondială (1995);
- Copilul teribil (2004).

## Проза
- Nunta, proză scurtă [4];
- Sacla (1968);
- Portocala (1970);
- Toi (1972);
- Era vremea să iubim (1977).

## Фильмография

### Сценарист
- 1975 — Конь, ружьё и вольный ветер
- 1977 — Сказание о храбром витязе Фэт-Фрумосе / Povestea lui Fat-Frumos
- 1980 — У Чёртова логова
- 1987 — Деревянная пушка /  Tunul de lemn
- 1989 — Прощай, наш бакалавр / Адио, виацэ де холтей (короткометражный)
- 1991 — Водоворот
- 1993 — Поезд в Калифорнию

### Режиссёр
- 1977 — Сказание о храбром витязе Фэт-Фрумосе

В марте 2000 года поставил в кишинёвском Муниципальном театре «Satiricus» по своему роману поставил спектакль «SRL Moldovanul».

## Награды
- 1996 — Орден «Трудовая слава» — за высокие достижения в области литературы, активное участие в общественно-культурной жизни и в знак признания вклада в процесс национального возрождения[4].
- 2000 — Медаль «Михай Эминеску» — за заслуги в деле национального возрождения, значительной вклад в пропаганду литературного наследия Михая Эминеску и утверждение национальных духовных ценностей[5].
- 2010 — Орден Республики — в знак признания особых заслуг в развитии литературы, за плодотворную творческую деятельность и вклад в пропаганду наследия Эминеску[6].
- Заслуженный деятель искусств Молдавской ССР.
- премия Союза писателей Молдовы.